# Chrysopogon aucheri
Chrysopogon aucheri là một loài thực vật có hoa trong họ Hòa thảo. Loài này được (Boiss.) Stapf mô tả khoa học đầu tiên năm 1907.